# Peperonota vitalisi
Peperonota vitalisi är en skalbaggsart som beskrevs av Gilbert John Arrow 1921. Peperonota vitalisi ingår i släktet Peperonota och familjen Rutelidae. Inga underarter finns listade i Catalogue of Life.